# 电吉他

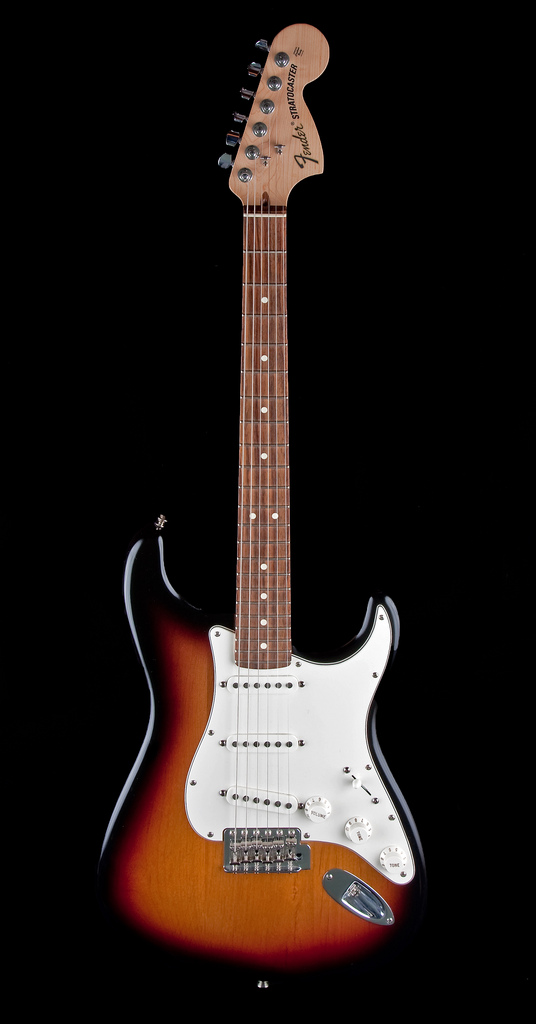
Fender Stratocaster電吉他

电吉他（英語：Electric guitar）是一种广泛运用于多种音乐风格中的电声拨弦乐器。电吉他通过电磁学原理发声，它通过拾音器将琴弦上的机械振动转化为电信号。这些电信号经过放大与处理后，通过音箱转换成声音信号而发声。由于电吉他产生的电信号可以经过各种效果器的处理，故电吉他的音色非常丰富。这个特点使它被广泛运用在多种不同的音乐风格中，例如乡村、布鲁斯、爵士、摇滚与金属等等。

## 历史

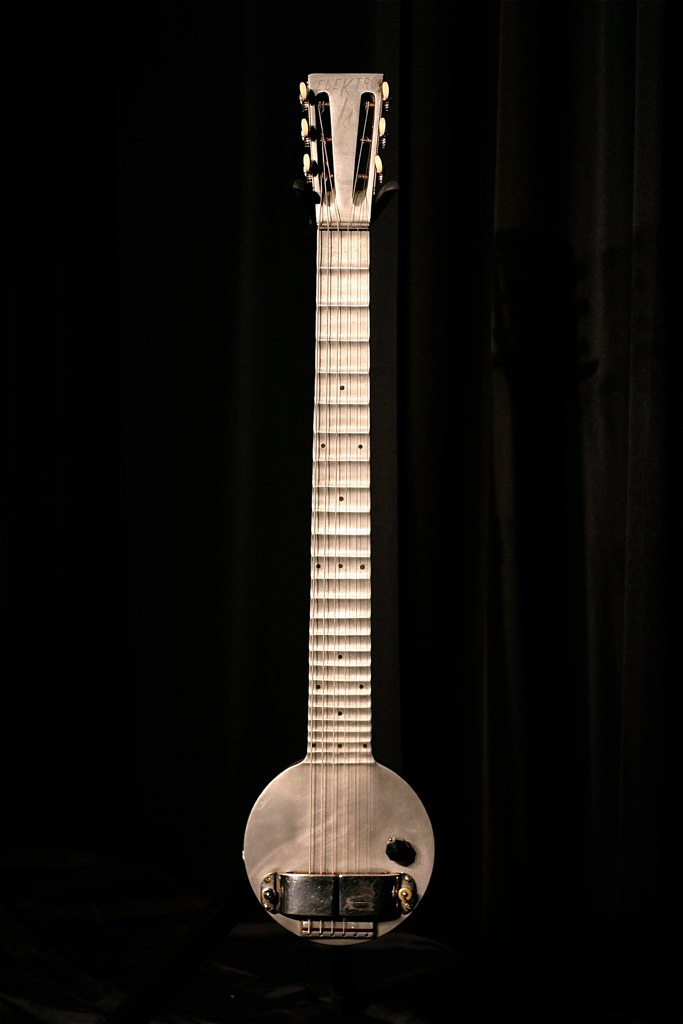
「煎锅」电吉他（1932年）被普遍认为是现代电吉他的鼻祖

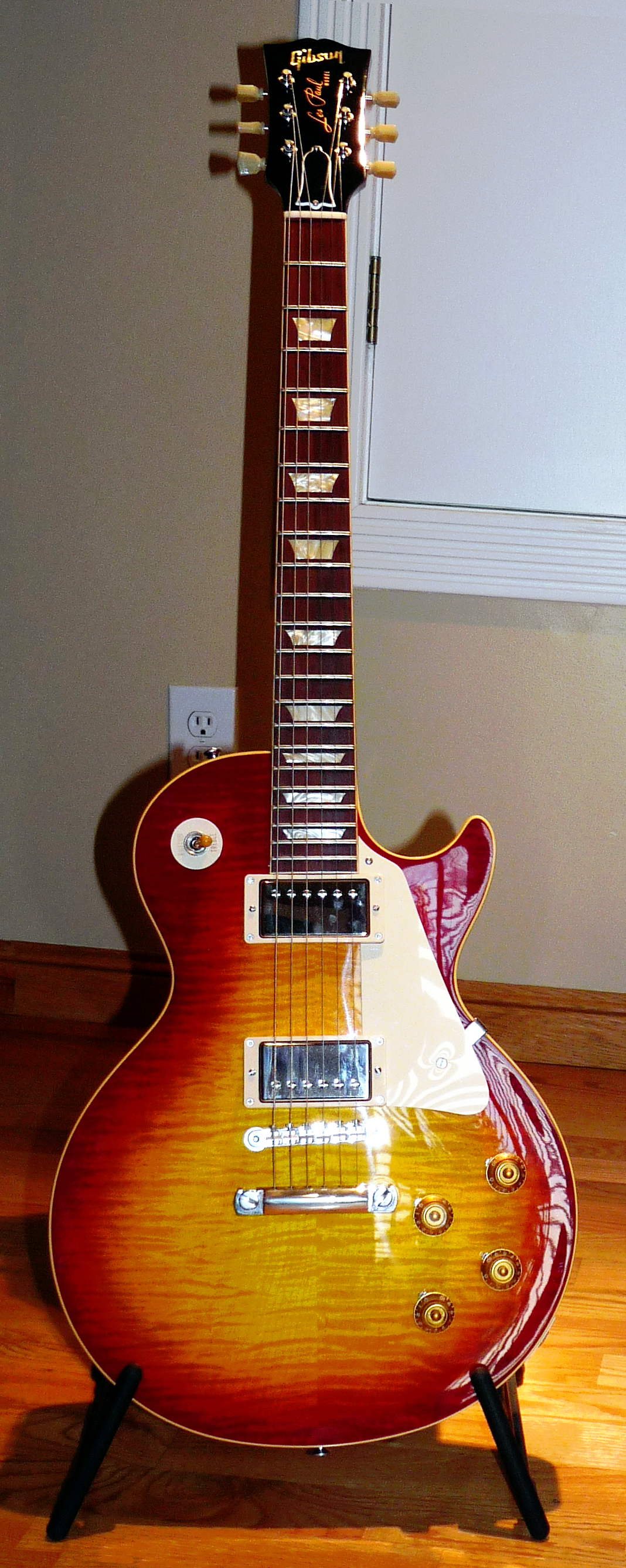
Gibson Les Paul電吉他

### 起源
早在19世纪末期，人们就已经掌握了制造电吉他的理论基础。1890年，乔治·布里德（George Breed）为他的“利用电力产生乐音的方法与设备”申请了专利。他发明的设备安装在一把吉他上，将琴弦的振动转化成为了电信号。但是，不同于普遍意义上的电吉他，乔治·布里德的发明中并没有将振动转化而来的电信号进行放大。其后四十年间，吉布森吉他公司的质量检测员罗伊德·罗尔（Lloyd Loar）、Vega公司以及Stromberg-Voisinet公司都曾先后尝试制造能够把振动转化为电信号，并且放大发声的吉他。然而人们普遍认为现代电吉他的鼻祖是在1932年由乔治·布尚（George Beauchamp）发明制造的一款夏威夷钢棒吉他。他的吉他设计采用了铝制的圆形型琴体，上面固定有一个拾音器。由于铝制的圆形琴体的形状非常像一个煎锅的锅底，故这把吉他亦被昵称为“煎锅（Frying Pan）”。1934年，乔治·布尚向美国专利及商标局为他的发明申请了专利。
在此不久之后，吉布森吉他公司也生产了铝制琴体的电吉他E-150、木制空心琴体的电吉他EH-150以及木制空心琴体的西班牙电吉他ES-150（其中ES为Electric Spanish，亦即“电力的”与“西班牙式”两个英文单词的缩写）。

### 莱斯·保罗的“原木”吉他
1941年，莱斯·保罗与易普丰吉他公司的作坊中制造了一把电吉他。这把吉他的中间部分是一段截面尺寸4英寸×4英寸的实心枫木，上面安装了一个吉布森吉他公司生产的拾音器，以及琴弦等其他部件。为了改善这款吉他的外观，他把这块实心木材粘接在锯成了两半的易普丰空心吉他的琴体上。这种在实心木材上面安装拾音器与琴弦的设计解决了两个问题。首先，因为实心的木制琴体并不会受到经过放大的声音的影响而共振，所以它解决了当时电吉他上普遍存在的反馈（feedback）问题。其次，由于琴弦振动的能量并不会因为带动吉他琴体振动产生声音而损耗，所以它改善了吉他琴弦的延音（sustain）。由于这把吉他的中间部分的实心枫木像是一整段原木，故这把吉他被称为“原木（The Log）”吉他。莱斯·保罗在此后的数年间多次对原木吉他进行了改良，并且用它进行了许多乐曲的录制。

### Telecaster吉他
20世纪40年代初，许多音乐家与制琴师都对实心木材制作的电吉他进行了尝试。这包括了莱斯·保罗的“原木”吉他，还有摩托车机械师保罗·比格斯比（英語：Paul Bigsby）与音乐家梅勒·特拉维斯（英語：Merle Travis）一同开发出的一款有颤音摇把的实心电吉他。芬达乐器公司的创始人李奥·芬达（英語：Leo Fender）在对这些实心电吉他型号进行了分析研究的基础上设计了一款适合量产并且成本低廉的电吉他型号。1950年，这款电吉他以“Esquire”的名称发布，后更名为“Broadcaster”。然而由于“Broadcaster”的名称与其他公司生产的乐器名称有注册商标上的纠纷，故这款电吉他最后于1951年更名为“Telecaster”并且沿用至今。
Telecaster被认为是世界上第一款大量生产销售的电吉他型号。时至今日，Telecaster吉他已被运用于多种不同风格的音乐中。

### Les Paul吉他
早在20世纪40年代中期，莱斯·保罗就曾经与吉布森吉他公司取得联系，希望它们能够生产他设计的“原木”吉他。然而吉布森吉他公司并没有充分地重视莱斯·保罗的设计方案。20世纪50年代初，在芬达乐器公司生产的Telecaster吉他取得了成功之后，为了与芬达乐器公司竞争，吉布森吉他公司莱斯·保罗签署了协议。莱斯·保罗成为了吉布森吉他公司的设计顾问，协助吉布森吉他公司进行新型实心木制电吉他的设计。
1951年，吉布森吉他公司与莱斯·保罗签署了协议，同意以后者的姓名作为新型电吉他的名称。1952年，Les Paul吉他开始发售。与芬达乐器公司生产的电吉他相比，Les Paul电吉他做工更精细，价格也更加昂贵。吉布森公司之所以这样做，是希望新的电吉他型号的设计能够反映吉布森公司在当时的声誉，还能够很快地与芬达乐器公司生产的电吉他区分开来。最早的Les Paul电吉他型号安装了两个P-90型号的拾音器，木制贴面上涂有金色的油漆。
Les Paul电吉他的生产在1961年曾因销售量下滑而中断，后于1968年恢复生产并且持续至今。由于Les Paul是许多知名乐手的主要乐器，故它在吉他发展的历史上具有重要的地位。

### Stratocaster吉他
1954年，芬达乐器公司设计了一款名为“Stratocaster”的电吉他型号。这个电吉他型号一直持续生产至今。在当时，Stratocaster电吉他有三个开创式的设计细节。首先，它采用了双切角（英語：double cutaway）设计，亦即在琴颈与琴体的连接处上下方各有一个缺角。其次，它采用了整合在浮动式琴桥中的颤音装置。第三，它是首款配备了三个拾音器的实心木制琴体电吉他。起初，它采用三档开关选择三个不同的拾音器。后来开关增加至五档，这使得吉他手不仅可以单独选择使用某一个拾音器，也可以选择使用某两个拾音器的组合。
Stratocaster型号的电吉他被认为是世界上最受欢迎、最热销和被仿制最多的电吉他型号之一。

### 后续发展
在之后的几十年间，随着音乐风格的多样化以及技术的成熟，电吉他的设计日渐趋于多样化。除了由经典型号衍伸而来的吉他外形以外，亦出现了例如Flying V与Jazzmaster等造型设计。在拾音器方面，除了采用了传统技术的无需外部电源供电的被动式拾音器以外，亦有需要外部电源供电的主动拾音器等。

## 发声原理
电吉他的琴身上装有拾音器，拾音器中有线圈和磁体。当电吉他的琴弦振动时，受到拾音器中磁体磁化的金属琴弦产生的磁场会随着琴弦的振动而振动，从而与拾音器中的线圈发生电磁感应，而使得线圈中产生电信号。这些电信号会经过放大，并且通过吉他音箱转换成声音信号而发声。这与原声吉他（英語：Acoustic Guitar）的发声原理不同，因为后者的发声完全依赖于琴弦带动共鸣箱产生的振动而发声。

## 结构特征

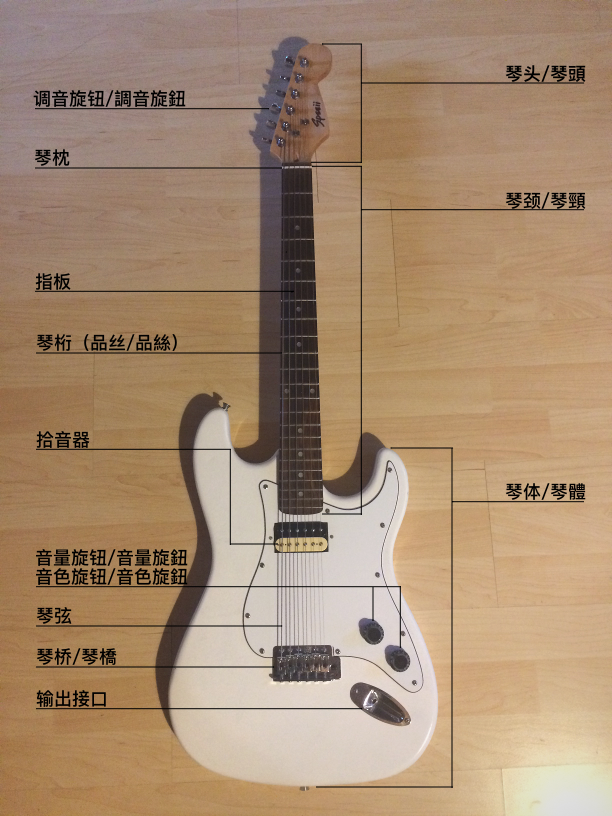
电吉他的组成部分

通常，一把电吉他由琴颈（Neck）与琴体（Body）两个部分组成。其中，琴颈部分有琴颈、指板、琴头、品丝、琴枕、调音旋钮等部件；琴体部分有琴体、琴桥、拾音器、旋钮、背带钉、输出接口、档位开关等部件。另外还有琴弦、摇把、电路元件等部件共同组成一把完整的电吉他。

### 琴弦
电吉他一般有六根琴弦，从最高音弦（最细弦）到最低音弦（最粗弦）依次称为1、2、3、4、5、6弦。为了演奏某些风格的乐曲，有些吉他的琴弦数量会超过六根，某些甚至达到九根。超过六根的琴弦往往是额外的低音弦，使用额外的低音弦可以达到低沉的失真效果。此外，还可定制更多琴弦的电吉他。
电吉他琴弦相关的主要内容有：粗细规格、调音、有效弦长、弦上张力与琴弦的材料。

#### 粗细规格
为了保证琴弦可以在不同的电吉他上使用，现代电吉他琴弦有一系列标准的规格。电吉他琴弦的粗细通常用琴弦的直径表示，单位为英寸。通过标注1弦和6弦尺寸即可表示整套琴弦粗细的范围。对于标准的六弦电吉他，常见的尺寸有0.009-0.042、0.010-0.046、0.011-0.048、0.012-0.056等。出于习惯，有些商家和吉他手只描述0以后的数字，如9-42、10-46等。如果更换了琴弦规格，在完成调音后通常需要重新调整琴颈曲率和琴桥的前后位置。

#### 调音
对于标准调音的六弦电吉他，开放弦的音高从高到低分别为E4、B3、G3、D3、A2、E2，七弦电吉他通常会额外增加一根B1音的弦，八弦电吉他则再额外增加一根F#1音的弦。虽然有标准调音的存在，电吉他琴弦的开放弦音高也可以根据演奏需求进行调整。

#### 有效弦长
有效弦长（Scale Length）指琴桥前端到琴枕边缘的距离，用以描述电吉他琴弦的有效振动长度。其计算方式是从琴枕处到第12品品丝距离的两倍，而实际的有效弦长则是从琴枕到琴桥固定琴弦处的距离。有效弦长的计算值与实际值不一定相等，这是因为为了保证每一品上发出的声音音高的准确性，人们往往会调整琴桥固定琴弦处的前后位置，从而导致有效弦长的实际值与计算值的差异。电吉他标准的有效弦长的计算值根据电吉他的型号有所区别，例如芬达乐器公司生产的Stratocaster和Telecaster为648毫米（合25.5英寸），而吉布森吉他公司生产的Les Paul则为628毫米（合24.75英寸）。在其他条件不变的前提下，弦长越长，震动发声音调越低；反之音调越高，因此改变有效弦长可以改变琴弦的空弦音调（也改变了弦上所有音的音调）。在吉他手按下琴弦时，事实上是将琴弦下压，使琴弦一侧的固定端从琴枕移动到了当前品格的品丝，从而改变了实际震动的弦长，改变了音调。关于“有效弦长”章节 。

#### 弦上张力
指琴弦受到的张力。在其他条件不变的前提下，弦上张力越大，振动发出的声音音调越高，反之音调越低。通过旋转调音旋钮，可以改变每根弦的弦上张力，这也是电吉他调音的原理。颤音系统也是通过改变弦上张力，实现音调变化。需要注意的是，电吉他的调音同时受到琴弦、琴颈，甚至也受到琴桥的影响。如果弦上张力增加，存在一种可能性是：琴弦额外增加的张力，拉动琴颈变形下凹或使琴桥抬起，从而导致其他弦的有效弦长变短而弦上张力变小，这种变化往往会导致其他弦的音调整体变低且每一品上发出的声音的音高不准（假设原来的音高是精准的）。这种情况在配备有浮动琴桥的电吉他上格外明显。

#### 琴弦材料
电吉他琴弦的制造材料会影响电吉他的音色。由于标准化的出现，不同材料的标准尺寸琴弦可以调整到同样音调，但基频（音调）相同的情况下，不同材料的琴弦震动的泛音不同，从而体现出音色的不同。电吉他采用金属琴弦，结构上有实心金属丝与实心金属丝外缠绕金属丝（后者一般出现在较粗的三到四根琴弦上），金属的材料多种多样，常见的缠绕材料有镍、钢等金属。此外有些吉他弦还会使用镀膜工艺，在实心琴弦或缠绕琴弦的外层镀膜，也有工艺是先在缠绕在外层的金属丝上镀膜，再将其缠绕在实心钢丝芯上。镀膜工艺可以改变琴弦的手感和音色，同时一定程度上减缓琴弦的锈蚀、延长琴弦寿命。常见的电吉他弦生产商有达达里奥（D'Addario）、Ernie Ball、伊利克斯（Elixir）等。

### 琴颈
琴颈指电吉他上的细长结构，一般在描述时指由琴颈部分、指板和琴头共同构成的整个部件。其中，琴颈部分相关的主要内容有：琴颈形状、材料、调节杆。

#### 截面形状
沿琴颈延伸方向观察，琴颈背面的横截面形状。不同的琴颈形状会带来不同的手感，有些经典的形状也会被作为描述的参考（如Suhr Standard系列使用Even C Slim琴颈，在Fender经典的C Shape基础上更薄，背部更平坦）。电吉他琴颈还可以通过数值表示厚度，通常标注第1品品丝位置与第12品品丝位置处琴颈的厚度，如Deep U为25.4-25.4mm，而Ibanez的Super Wizard琴颈为17-19mm。

#### 材料
电吉他琴颈与指板的材料会影响电吉他的手感和音色，电吉他的琴颈部份可以是一整块或多块木料拼接而成的。
常见的电吉他琴颈材料有：枫木（Maple）、玫瑰木（Rosewood）、桃花芯木（Mahogany）、洋槐（Koa）等；常见的电吉他指板材料有：枫木（Maple）、玫瑰木（Rosewood）、黑檀木（Ebony）等。材料的产地、木料本身的品质和特性、加工方式以及砍伐以后自然贮藏风干的时间最终都会反映到电吉他的音色和价格上。

#### 曲率调节杆
电吉他琴颈内部通常会安置一根调节琴颈弯曲度的调节杆（英語：truss rod），除了用于调节琴颈曲率之外，它亦可以用于帮助琴颈承载琴弦的张力。调节杆的一头固定在琴颈内部，另一头露出一个外六角或内六角螺母。通过旋转螺母，调节杆会上下弯曲，从而使得琴颈随之弯曲，从侧面看琴颈会变凹或变凸。如果是指板单独安装的琴颈，调节杆的安装是先在未安装指板的琴颈正面开槽，装入后安装指板；如果是指板琴颈一体的结构，则需要在琴颈背面开槽安装调节杆，最后嵌入一条木条封闭。

### 琴头（Headstock）
电吉他的琴头指整个琴颈中，琴枕以上的部分。琴头可以是与琴颈相连的一块完整木材切割而成（如Gibson LP），或者是单独制作后拼接到琴颈上的另一块木材（如Fender Stratocaster）。
琴头相关的主要内容有：琴头仰角、调音旋钮孔。

#### 琴头仰角
电吉他的琴头可以与琴颈平行延伸，或与琴颈存在一定夹角。为了获得更好的音色，琴弦需要在琴枕上施加一定压力，琴头与琴颈的夹角用于斜向拉伸琴弦，使其原本沿琴颈方向的张力可以产生一个分力，作用在琴枕上。对于无仰角的电吉他，可以使用压弦器（String Tree）对琴弦施加额外的压力。

#### 调音旋钮孔（Tuner Hole）
电吉他的琴头上会打数个圆孔，圆孔用于安装调音旋钮（Tuning Machines）。琴弦的一端缠绕在调音旋钮上，另一端固定在琴桥，通过旋转调音旋钮改变弦上张力，从而改变琴弦的音调。圆孔的位置因电吉他的型号而异。以六弦电吉他为例，一般为一侧6个呈一直线布置（例如Fender生产的Stratocaster与Telecaster型吉他），或在两侧各3个呈2条直线的布置（例如Gibson生产的Les Paul型吉他），也存在一侧4一侧2或其他布置方式（更多弦的吉他同理）。电吉他琴头的设计多种多样，除了功能以外，也有很大程度上出于美观的考量。

### 指板 （Fretboard）
指安装在琴颈上的一层木板，是品丝的承载面，也是指尖能直接接触的部分，会一定程度上影响吉他的手感。有些电吉他琴颈是完整一条木材，没有单独的一层指板，这时琴颈的上表面则起到指板的作用（但是并非看似一条木料就是没有单独一层指板，有时候只是选用了和琴颈部分同种木料制作指板而已）。
指板相关的主要内容有：琴枕、品丝、指板曲率、琴枕宽度。

#### 琴枕（Nut）
指板上最靠近琴头位置的零件，用于支起震动琴弦的一头，从琴枕到琴桥是琴弦震动的有效区域。琴枕原本有骨质或仿骨材料制成，在一块条状材料上开槽固定琴弦。
随着技术的发展，出现了各种新材料的琴枕。同时琴枕的设计也出现了不同的变化以满足各种演奏需求。

#### 品丝
指板表面的金属丝，用于将指板上的不同位置分割成固定的音。两条品丝只间隔出的位置称为“品”，在正确调音的情况下，每两品相差100 cents/1个半音/1个小二度。
当手指摁压琴弦时，琴弦被压到品丝上，震动的范围从琴枕到琴桥缩短为从品丝到琴桥，音调也相应产生变化。此时真正起到功能的是所摁那一品相对靠近琴桥位置的品丝，如：2品由第一根和第二根品丝隔出，起到作用的是第二根品丝。
理论上只要在同一品内，摁的位置不会影响音调，但实际演奏时手指的力度和位置还是会对声音产生一定的影响。

#### 指板曲率（英語：Fretboard Radius）
从琴颈的延伸方向来看，指板并非平面，而是有一定的弧度，指板曲率用于描述弧度的大小，一般为英制。若将指板表面的弧两端延伸，直到闭合成一个圆，圆的半径即为指板曲率的数值（英制）。指板曲率越大，指板越趋于平坦。
随着电吉他的发展，逐渐出现了一些常见的指板曲率，被用在不同的琴上，这里列举一些以供参考：
- 7-1/4''，常见于上世纪的Vintage Fender，或对应时代的复刻款；
- 9-1/2''，现款Fender电吉他的规格，如American Standard系列；
- 10''，常见于PRS、Gibson的吉他的规格；
- 12''，Ibanez吉他的常用规格；
- 16''，Jackson吉他的常用规格；
- 复合曲率指板（Compound Radius），部分电吉他品牌或定制厂商提供复合指板曲率的指板，即指板曲率从琴枕到指板末尾渐变大，如Suhr提供10-14''复合曲率指板（琴枕处为10''，最后一品为14''），Warmoth提供10-16''指板定制选项等。复合曲率的优势在于结合了小曲率和大曲率指板的优势（低把位的小曲率指板摁和弦更舒适方便，高把位大曲率则更便于速弹和推弦等技巧）。

#### 琴枕宽度（Nut With）
指琴枕处琴颈的宽度，用于描述整个琴颈/指板的宽度。电吉他的琴颈/指板由低把位到高把位逐渐变宽，但即使是不同琴枕宽度，变化的趋势也基本接近。不同的电吉他琴枕宽度都不尽相同，但大多数都在一个范围内，相似演奏手感的琴琴枕宽度也会相对接近。

### 琴身（Body）
与传统的吉他不同，电吉他声音的产生、放大不依赖于琴身的共鸣，因此无须设计空心琴体，出于外形、声学等一系列因素的影响，大部分电吉他拥有实心或半空心琴身。由于有些型号的电吉他琴身形状十分经典，也常用型号的名称描述这一琴身造型，如：Gibson的Les Paul, ES-335, Flying V, Explorer, SG和Fender的Telecaster, Stratocaster, Jaguar, Mustang, Jazzmaster。
作为电吉他最主要的部分，琴身涉及的结构、元件、规格信息都比较多，包括：
- 结构：琴身结构，贴面，琴颈固定结构，琴身槽位；
- 规格：尺寸，材料，漆面；
- 元件：拾音器，旋钮与开关，电路元件，琴桥，背带钉，护板以及其他附件。

电吉他琴身的正面指有拾音器的一面，这一定义仅用于方便想象结构。
琴身结构，在这里主要说明电吉他琴身的接合方式。电吉他琴身是由1块或多块木料拼接而成，木料之间通过专用胶水粘合。使用的胶水为乐器制作专用的胶水，同样也用在电吉他其他所有需要用胶水粘合的结构部分。（传统工艺中常用的胶水为皮胶，即用动物的皮熬煮而成的粘性物质。从乐器制作的角度来说，皮胶的优势在于粘合强度高，同时不易渗入木料，不影响木材的声学性能，并且由于皮胶加热后会变回流体状态，因此当乐器受损后可以通过热风加热很简单的分离粘合的部分，从而替换或维修乐器。但由于皮胶需要上胶前熬煮，且来源于动物，因此现代量产电吉他的粘合基本采用乐器专用的工业合成胶水。）一般来说，由于拼接的琴身无法保证各个木料部分声学特性一致，且拼接处会让震动受到损失，因此在木材品种级别相同的前提下，拼接的木料数量越少，电吉他音色、延音越稳定。常见的电吉他基本都由一大一小两块木料拼接，大块的木料上会打孔挖槽用于安装琴颈和琴桥。更廉价的电吉他会选用更多的木料拼接数量，而一整块木料制成的电吉他已十分罕见。
电吉他琴身结构还涉及镂空与开孔问题。电吉他琴身存在实心、半空心、空心等不同的结构。实心电吉他由Gibson最先发明，并且现在也十分常见，这种琴琴身就是实心木料；半空心(Semi-hollow)电吉他的琴身内部存在不同程度、不同方式的镂空，这种半空心结构主要目的是通过减少木料，减轻吉他的重量，提升吉他手演奏时的体验，降低负担。随着技术发展，有些半空心结构还提供额外的声学功能，如加长延音等，但无论如何，半空心结构的电吉他琴身空心部分不会外露，也不直接影响发声；空心电吉他在形态上类似电吉他，也安装拾音器拾音，但有完整的共鸣箱和发声用的音孔。
贴面(Top Wood)，电吉他的琴身正面往往会有一层数毫米厚的木材覆盖，被称为贴面。贴面起到的主要功能有：遮挡半空心电吉他的镂空槽，提升美观性，调整吉他音色。首先，由于半空心结构需要开槽，将空心结构直接暴露在外显然不是合理的选择，贴面可以很好的遮挡这些空心结构。贴面本身可以选用有独特纹路的木料，用于提升美观性。由于厚度不大，贴面可以将一块木板从侧面切割成两片，取下后左右拼接，从而获得对称的图案，但即使不是为了美观考虑，贴面也一般由两片木板左右拼接而成。贴面由于和琴身紧密粘合，因此贴面的木料对电吉他的音色与琴身主体木料对音色产生着相同性质的影响，只是由于比例下降，影响程度也较为有限。
琴颈固定结构，电吉他琴颈固定在琴身上的方式基本分为三种，螺栓固定，胶合固定，通体琴颈，前两者都需要在琴身与琴颈接合的位置，于琴身上提前打槽用于固定琴颈，具体槽位的尺寸取决于固定的琴颈末尾固定端的形状与尺寸。
螺钉固定指通过3至4根螺栓，从琴身背面穿过，钉入琴颈背面。常见于Fender Telecaster, Fender Stratocaster 等吉他。
胶合固定指通过胶水，将琴颈与琴身胶合，固定于特定位置。此种方式相比螺钉固定出现时间更早（木吉他琴颈就采用胶合固定），制作成本更高，并且相对不易于维修。常见于Gibson Les Paul 等吉他。
通体琴颈，指琴颈末端做长做宽之至琴身末尾，并胶合两块木料在琴颈的延伸部分，共同组成琴身，琴桥安装在琴颈的延伸部分。此种琴颈固定方式其实是将琴颈制作成了琴身的一部分，因为连贯的结构，因此在延音上会强于前两者，但由于成本高昂且难以维修，因此并不常见。
琴身槽位(Routs)，在此仅说明电吉他开槽的位置和对琴身开槽的要求，具体设计的元件信息在其他部分说明。
电吉他的一系列电路主要固定在两个位置：一种为固定在护板背面以及其延伸的空间，这种情况常见于Fender的电吉他，开槽开于对应位置琴身的正面，用于容纳电路以及电气元件。由于所有元件和电路装置在正面，由护板位置安装，琴身背面无需再为此开槽或准备护板。另一种为固定在琴身背面独立开槽的空间内，这种情况常见于Gibson, Ibanez等电吉他品牌，电路的固定槽位需要单独的护板遮盖，护板通过螺钉固定在琴身背面。如果选用此种方式，则需要在琴身正面打孔和槽用于将控制旋钮和开关从下方伸出。对某些电吉他，由于需要用电池为拾音器供电，还需要为电池仓的安装打槽，一般此种设计会将电池槽打在琴身反面，但也有设计将电池放置在主要电路一起，并不独立开槽，这种情况下更换电池就需要将电路槽的护板打开。
除去电路布置预留的空间，电吉他还需要在琴身表面开孔，用于安装输出接口（6.35mm母接口）。一般电吉他会将槽开于琴身侧面，而Stratocaster型琴身则是开在琴身正面斜向打孔。
电吉他琴身正面需要为安装拾音器提前开槽，拾音器的槽位尺寸取决于安装的目标拾音器尺寸，但通常会选择一个较为通用的尺寸以保证可以适应安装各类拾音器，如部分Telecaster虽然安装了两个单线圈拾音器，但护板下方提前准备的槽位足以容纳两个双线圈拾音器（也确实有安装双线圈的Telecaster）。
尺寸，由于电吉他设计个不相同，琴身形状各异，因此并没有标准的尺寸一说。重量则或多或少影响吉他手在演出时的体力消耗与活动自由度，更轻的吉他可以带来更小的负担，具体每把琴的重量取决于设计和用料。
材料，电吉他琴身的木材选用是影响电吉他音色的主要因素之一。常见的琴身（或琴身贴面）制作会使用的木料有：梣木(Ash)，椴木(Basswood)，桤木(Alder)，桃花芯木(Mahogany)，枫木(Maple) 等等。不同型号的琴身会有常用的木材，如Fender Stratocaster常用桤木，Fender Telecaster常用梣木，Les Paul常用桃花芯木，Ibanez RG常用椴木等，但具体到每个型号没把琴则没有固定的木材选用。
漆面(Finish)，指吉他琴身表面的漆，起到保护木料、提升美观性、提升手感的作用。电吉他的除指板以外，其它部分都有漆面，琴颈的漆面在此一并说明。从质感上，吉他漆面分为：清漆(Gloss finish/Varnishes)，硝基漆(Stain finish/Lacquer)。清漆视觉上有光泽感，表面光滑类似钢琴烤漆面，如果演奏时有手汗则有可能出现粘滞；硝基漆视觉上没有明显光泽感，类似于细腻的磨砂质感，手感相对更为顺滑。不同的漆面透明度不同，有较高透明度的漆面用于琴身，可以透出木材本身的纹路（即使是有色漆也可以由有透明度，显示出的纹路则为染色后的样子），在有精美纹路的高级木料以及琴颈上特别常用，完全不透明的漆面则可以显示漆面自身的独特色彩，如渐变、褪色、珠光、金属色泽等不同效果。
拾音器(Pickups)，电吉他的核心零部件之一，用于采集琴弦的震动转化并为模拟信号（电信号）以便输出。电吉他一般拥有1~3个拾音器，常见的拾音器有单线圈(Single Coil)和双线圈(Humbucker)两种，一般会用拾音器在琴身上的位置来形容拾音器：靠近琴颈的叫琴颈拾音器(Neck)，靠近琴桥的叫琴桥拾音器(Bridge)，如果是3拾音器的配置，则叫中间的中间拾音器(Mid)。
电吉他上的拾音器可按照工作方式分类为主动拾音器和被动拾音器，其中被动拾音器于1924由Gibson公司的工程师发明，主动拾音器则是由EMG公司于1976年发明。或按照线圈结构分类为单线圈拾音器和双线圈拾音器，最早的拾音器为单线圈拾音器，为了解决单线圈设计在当时引起的噪音问题，Gibson的工程师Seth Lover于上世纪50年代发明了双线圈拾音器。拾音器转化输出的信号在最终输出之前仍要经过电吉他电路的处理。常识来说，单线圈拾音器的音色“亮”且“薄”；双线圈拾音器的音色“暗”且“厚”。拾音器在琴身所在的位置也影响着拾取到的音色，越靠近琴颈，音色越暗、厚，反之越靠近琴桥，音色越亮、薄。
拾音器由导体线圈，被线圈围绕的多个（一般等于或者2倍于琴弦数量）磁体，以及固定这些零件的框架组成。通过线圈围绕磁体可以使拾音器形成稳定磁场，磁场使金属琴弦磁化，琴弦本身也产生一磁场，琴弦产生的磁场随琴弦震动而运动，导致线圈内磁通量不断变化，依照电磁感应原理生成对应变化的电动势。拾音器磁体和线圈的材料，线圈的匝数，磁体和琴弦的距离，线圈的绕线方式以及结构件的材料和样式都会影响到拾音器的音色。
如果简化电吉他的电路（从拾音器到控制电路到输出接口），可以将它看成一个简单的RLC谐振电路模型，各个元器件的参数影响着电路模型内的R、L、C三个参数，从而影响输出信号的谐振频率点，谐振频率点附近的泛音会被放大（基音则不受影响），远离谐振频率点的泛音则会快速衰减。拾音器本身的电学特性影响了拾音器的音色，简单理解为：谐振频率点越高，高频区泛音增益越多，音色越“亮”；反之音色越“暗”。谐振点两侧曲线衰减越快，音色越“薄”；反之音色越“厚”。
旋钮与开关(Controls)，通常电吉他都有数个旋钮和开关来控制电路的某几个参数，从而控制输出的声音。不同的吉他之间旋钮与开关的配置、工作逻辑都会有很大的不同，但一般都是由最常见的两种旋钮和一种开关组合而成：音量旋钮，控制电吉他输出的音量大小，也会影响电吉他音色的失真程度；音色旋钮，控制电吉他输出音色的“亮”与“暗”，音色旋钮的工作逻辑有一次性控制最终的输出音色，或者分几个音色旋钮控制几个拾音器的音色等不同设计；换档开关，用于选择工作的拾音器，换档开关可以选择某一个或某几个拾音器工作，如果有双线圈拾音器，则可以设计为双线圈中某一个线圈工作或某一个线圈与另一个拾音器同时工作。音量旋钮和音色旋钮实际都是电位器，音量旋钮通常是对数控制（旋钮旋转到一定角度后电位器阻值迅速增大），音色旋钮则有线性（电位器阻值和旋转过的角度线性变化）和对数控制两种。其他常见的旋钮与开关：切单开关，一般内置在旋钮内，通过提拉、摁下旋钮来切换状态，可以将双线圈拾音器中的一个线圈关闭输出，从而模拟单线圈拾音器的音色；断音按钮，通过按下一个按钮来停止电吉他的声音输出，但维持电信号的产生，放开摁钮后则可以马上恢复声音，从而实现干脆的断音、恢复的声音效果。
电路元件，在此用以形容除拾音器和开关、旋钮以外的电子元器件以及其附件，包括：
- 电线：用于元器件之间的连接，通常为双绞线以起到抗干扰作用；
- 6.35mm音频接口（大二芯、非平衡、母接口）：用于连接大二芯6.35mm音频线，向外输出电吉他的声音信号；
- 电器元件：电容、电阻、电感等元件，用以调整电路参数，改变输出信号；
- 屏蔽：为保证不受干扰影响，电吉他琴身槽位内还会准备一层屏蔽层，用一层导电材料完整的包裹槽位内壁，起到电磁屏蔽的作用，屏蔽层可以是一层薄的金属箔（常见为铜箔因为电阻率低）或者特制的导电涂料，屏蔽层如果有没有覆盖到的漏洞则会导致外界干扰信号使电吉他出现杂音和噪声。
- 接地：电吉他电路元件最终需要在琴身内部接地，一般做法是将接地线连接到一颗螺钉上，并钻入琴身的木头里实现接地，屏蔽层由于直接贴在木质琴身上，无须特殊接地。

琴桥（Bridge），位于琴身最末端，固定了琴弦的另一头的装置，琴桥的种类和设计会影响到一把电吉他的音色和它适应的演奏风格。一般来说，电吉他琴桥可分为固定琴桥（Fixed Hard Tail），或颤音琴桥（Tremolo）。固定琴桥可分为三类固定方式，硬尾固定（Hard-tail），浮动固定（Floating tailpiece），穿体固定（String-through body）；颤音琴桥以及它的完整附件构成了电吉他的颤音系统（Vibrato systems），根据功能可分为单摇或双摇，大多数颤音系统都类似于两种设计：Bigsby vibrato tailpiece，Fender Synchronized Tremolo。
电吉他琴弦的末端固定结构由两部分组成，支撑琴弦靠尾段部分，确定有效弦长的琴桥（Bridge，类似于小提琴琴码的作用），以及固定琴弦最末端的拉弦板（Tailpiece，类似于小提琴拉弦板的作用）。但是在电吉他上需要两者同时使用才能使电吉他正常工作，并且设计上也经常将二者合并在一个零件上，因此统称为琴桥。与木吉他不同，电吉他的琴桥部分可以通过机械结构进行微调，从而改变有效弦长。
固定琴桥在安装琴弦正确调音后，整个琴桥和拉弦板的位置原则上不能移动或转动，琴桥通过螺钉或其他方式固定在琴身上。通常认为固定琴桥相比颤音琴桥有更好的延音和音准，结构也更简单易与维护。
- 硬尾固定，指琴桥和拉弦板被制作成一个零件，一起固定在琴身表面。常见硬尾固定的琴有Gibson LP Standard （页面存档备份，存于）等。
- 浮动固定，类似小提琴的固定结构，琴桥和拉弦板分别制作为两个零件，琴桥固定在琴身表面，拉弦板固定在琴尾部。常见浮动固定的琴有Gretsch （页面存档备份，存于）的吉他等。
- 穿体固定，琴桥和拉弦板被制作成两个零件，琴桥固定在琴身表面，拉弦板则安装在琴身背面，琴弦末端固定在拉弦板，琴弦则穿过琴身到达表面并压在琴桥上。通常认为穿体固定有更好的延音表现，常见的船体固定吉他有Fender Telecaster等。

颤音琴桥在安装琴弦正确调音后，仍然可以使琴桥或拉弦板产生位移或转动，吉他手可以通过摇把（Vibrato Arm）带动颤音琴桥以某个固定点为轴心转动，具体的转动位置以及产生的影响随设计改变，摇把的正确使用方式是向下压或向上拉，转动的设计只是为了方便吉他手在不同角度都可以使用摇把。颤音琴桥可以提供固定琴桥所没有的大范围升降调，因此也带来了更丰富的演奏效果。但由于琴桥本身不固定，颤音琴桥在音准上不及固定琴桥，并且在多次使用摇把进行颤音后可能会出现走音的情况，而复杂的机械设计也让颤音琴桥的维护保养更为复杂（包括换弦、调音等）。
- 双摇，即可以使音调变高或变低的颤音琴桥设计。双摇琴桥沿转轴，可以往常态位置的两个方向转动，从而实现拉高或压低音调。最早的Stratocaster即为五弹簧的双摇琴桥。
- 单摇，即仅能使音调变低的颤音琴桥设计或仅能使音调变高的颤音琴桥设计。单摇琴桥沿转轴，可以往常态位置的一个方向转动。由于早期的Stratocaster的双摇琴桥设计会有较为明显的走音问题，一些吉他手拆除了拉高音调的复位弹簧，并将琴桥后方下端垫高，使常态位置固定住，从而只能往低音摇动琴桥，这成了后期单摇琴桥的灵感来源。
- Bigsby vibrato tailpiece，通过转动拉弦板，改变弦上拉力而改变音调，Bigsby颤音琴桥设计首先是浮动琴桥的设计，许多拱面吉他（如有f孔的爵士吉他或电吉他，Gibson LP或Gretsch的吉他等）都选用了这类设计，因为相比另一种，整个颤音系统的硬件都被安装在琴身表面，对琴身本身的设计不造成影响。
- Fender Synchronized Tremolo，同过转动琴桥，同时改变弦上拉力和有效弦长从而改变音调，相比Bigsby拥有更大的变调范围，而拉弦板和琴桥需要被制作成一个零件（类似硬尾固定）。此类颤音琴桥在不同品牌的吉他公司都有不同的变种和发展，如Fender、Ibanez等；同时也有大量第三方配件厂商专门生产此类琴桥，如Floyd Rose、Gotoh等。

背带钉，在琴身顶端和尾端各有一个的金属零件，用以连接安装背带，以类似纽扣的形式固定背带，本身则是通过螺钉固定在琴身上。随着技术发展，出现了通过机械结构可以快速拆装的背带钉（不需要像传统的背带钉一样把背带扣到纽扣结构里）。这种背带钉往往分为两部分，分别固定在琴身和背带上，连接时可直接互相扣合并且不会因背带和琴的相对运动而松动，拆卸时可以通过特殊机械结构用类似开关的形式拆卸。
护板主要大面积安装在琴身的正面，同时琴身背面也会有面积略小的护板。琴身正面的护板主要起到两大功能：
- 防止演奏或平时的刮擦在琴身正面留下划痕，起保护作用；
- 用于固定电路、旋钮与开关、拾音器，将这些电子设备安装在护板上后再将护板安装在琴身上，这一设计由Fender最早在Stratocaster上提出，有效简化了生产流程，降低了琴的制造成本。

电吉他背面的护板主要起到遮盖作用，用以遮盖为电路、电池仓和颤音琴桥预留的槽位，同时也对槽内的零件起到保护作用。电吉他护板常用塑料或贝壳制作，但实际上对材料并没有太大硬性要求。
其他附件，主要指以上未提到的一些辅助零件，由于不同吉他设计不同，出现在琴身上的零件也会有所区别，如有些琴正面有花纹贴面则不会准备正面护板，而摇把就只会随颤音琴桥的琴一起附带。

## 周边设备
虽然琴弦的震动可以发出较小的声音，空心或半空心电吉他也存在共鸣箱和音孔，但无论从表现效果还是从工作原理上来看，电吉他与其周边设备都是紧密连接不可分割的关系。拾音器将琴弦的震动拾取为电信号后，通过输出接口输出到放大设备，信号经过放大、处理后驱动喇叭震动发声，从而放大了吉他的声音。正是通过电来放大乐音的技术为电吉他提供了实现基础，而被音箱处理、放大后的声音经过无次演绎、录制以及播放，也逐渐成为了极具代表性的电吉他声音。
电吉他的周边设备繁多，主要分为：吉他音箱，效果器以及其它周边设备。

## 常見琴型型号
- Fender Stratocaster (簡稱Strat)：Stratocaster是世界上最多人使用的琴形
- Fender Telecaster (簡稱Tele)：世界上第一款量產的實心電吉他
- Gibson Les Paul (簡稱LP)：由吉普森吉他公司(Gibson)發明，以發明人Les Paul命名
- Gibson ES-335 (簡稱335)：半空心電吉他的型號
- Single Cut-Away (簡稱Single Cut)：單切角琴形
- Double Cut-Away (簡稱DC)：為了改善吉他手常用到「高把位速彈」的雙切角琴形